# Dopmeyers Werkstatt
Dopmeyer’s Werkstatt lautete die Bezeichnung für das Gebäude in Hannover, in dem der hannoversche Bildhauer Carl Dopmeyer (1825–1899) seine Werkstatt betrieben hatte. Das Gebäude unter der – seinerzeitigen – Adresse Am Taubenfelde 27 wurde neben dem Eingang von zwei Standbildern geschmückt; links das von Albrecht Dürer (1471–1528), rechts das des in Nürnberg tätigen Bildhauers Veit Stoß (um 1447 – 1533).